# Lugdunum (软件)
Lugdunum是一个eDonkey网络服务器软件，也是一个闭源免费的专有软件。
创建eDonkey协议与eDonkey2000软件的MetaMachine公司编写了最早的eD2k服务器软件，名字叫做DSERVER，一直更新到版本16。之后交由法国的Lugdunum小组维护，最后版本为17.15。Lugdunum也称eserver，意即“eDonkey Server”（eDonkey服务器）。
Lugdunum是目前最常用的eD2k服务器软件，基本上现在所有的eD2k服务器都使用Lugdunum维护。它支持复杂的逻辑搜索。
Lugdunum主要用于Linux下，支持多核与64位运行。虽然Lugdunum有Windows版本，但它的Windows版本使用有一定问题，所有连接服务器的用户都会被错误的分配一个Low ID。所以如果想在Windows平台架设服务器则需要使用Lugdunum的17.14版本。
Lugdunum的主页现在已经失效，现在无任何官方网站，但是有一些非官方的资料页面。
Lugdunum软件名称源于法国城市里昂在古罗马时期的同名称呼。